# خیت‌هورن
خیت‌هورن (به هلندی: Giethoorn) یک منطقهٔ مسکونی در هلند است که در استین‌ویکرلاند واقع شده‌است. خیت‌هورن ۲٬۶۲۰ نفر جمعیت دارد.

## نگارخانه

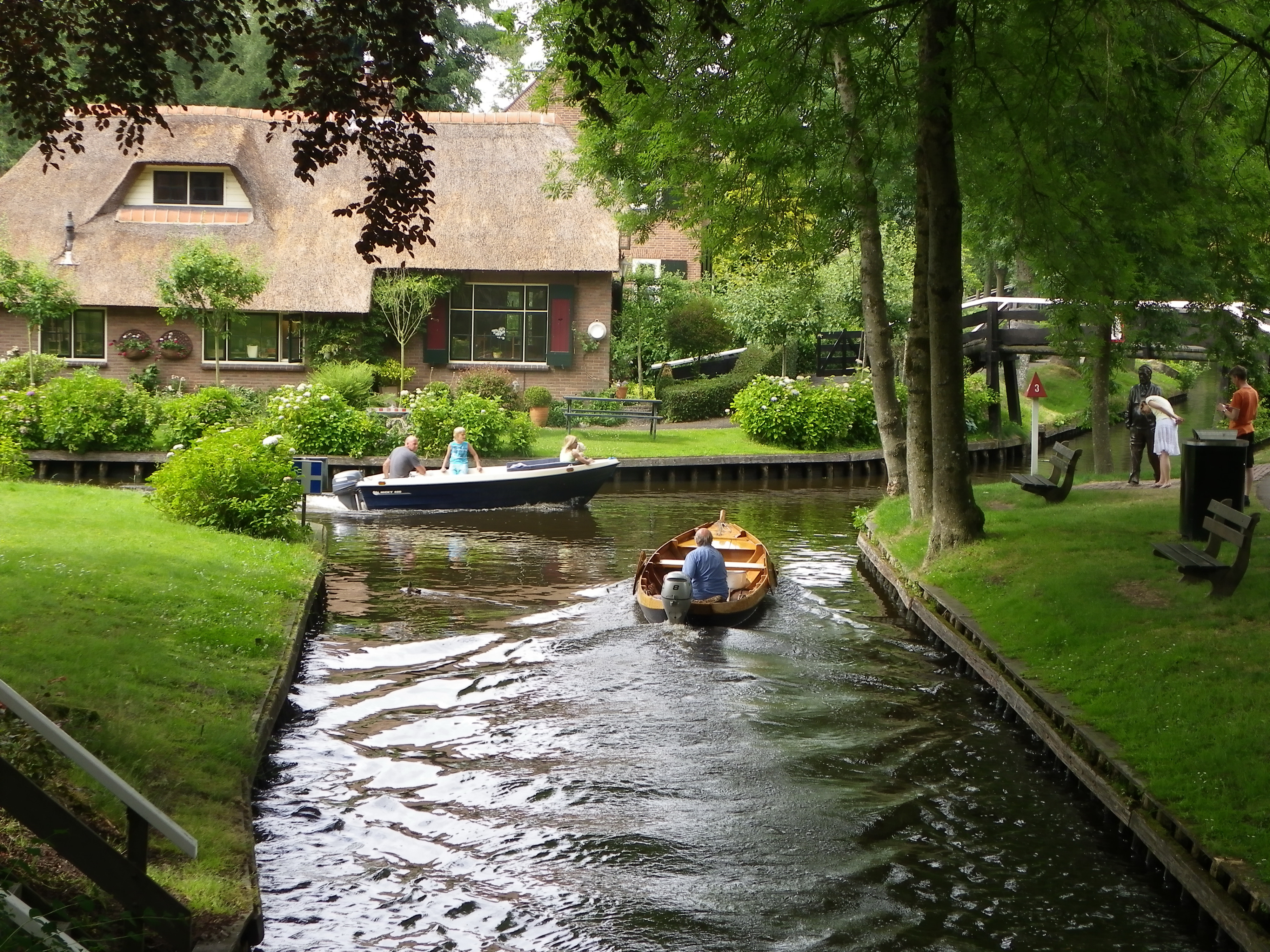
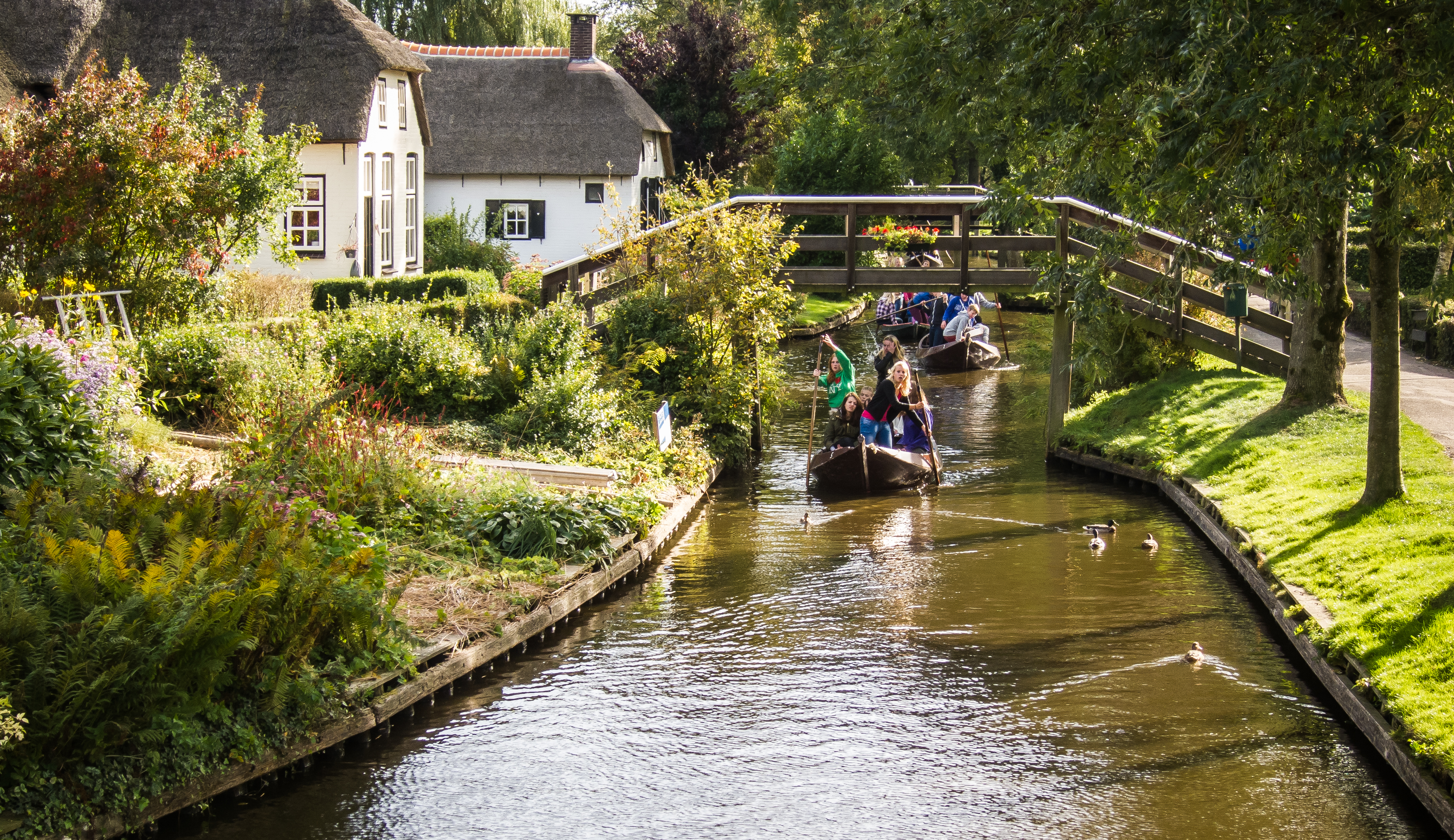
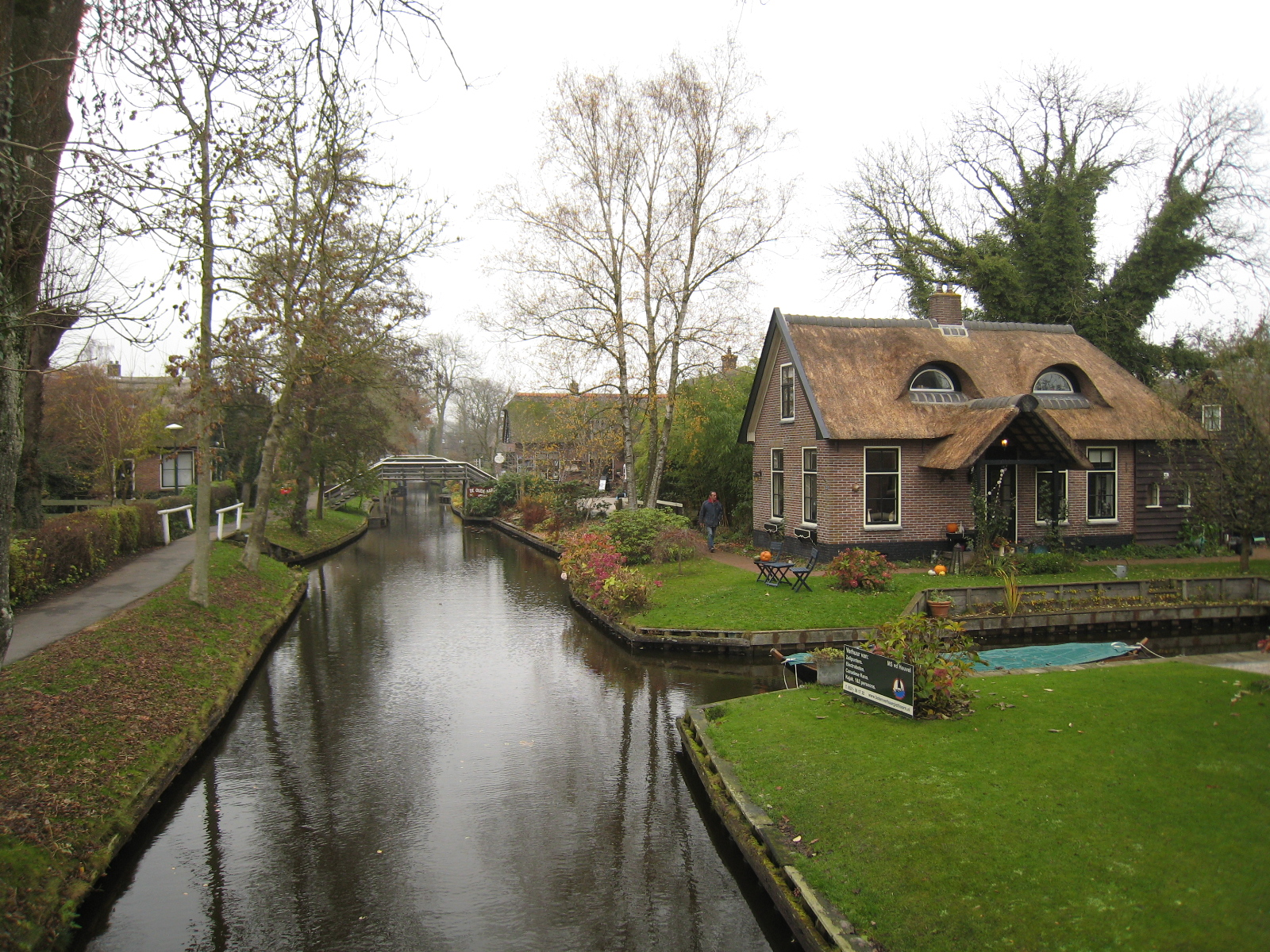
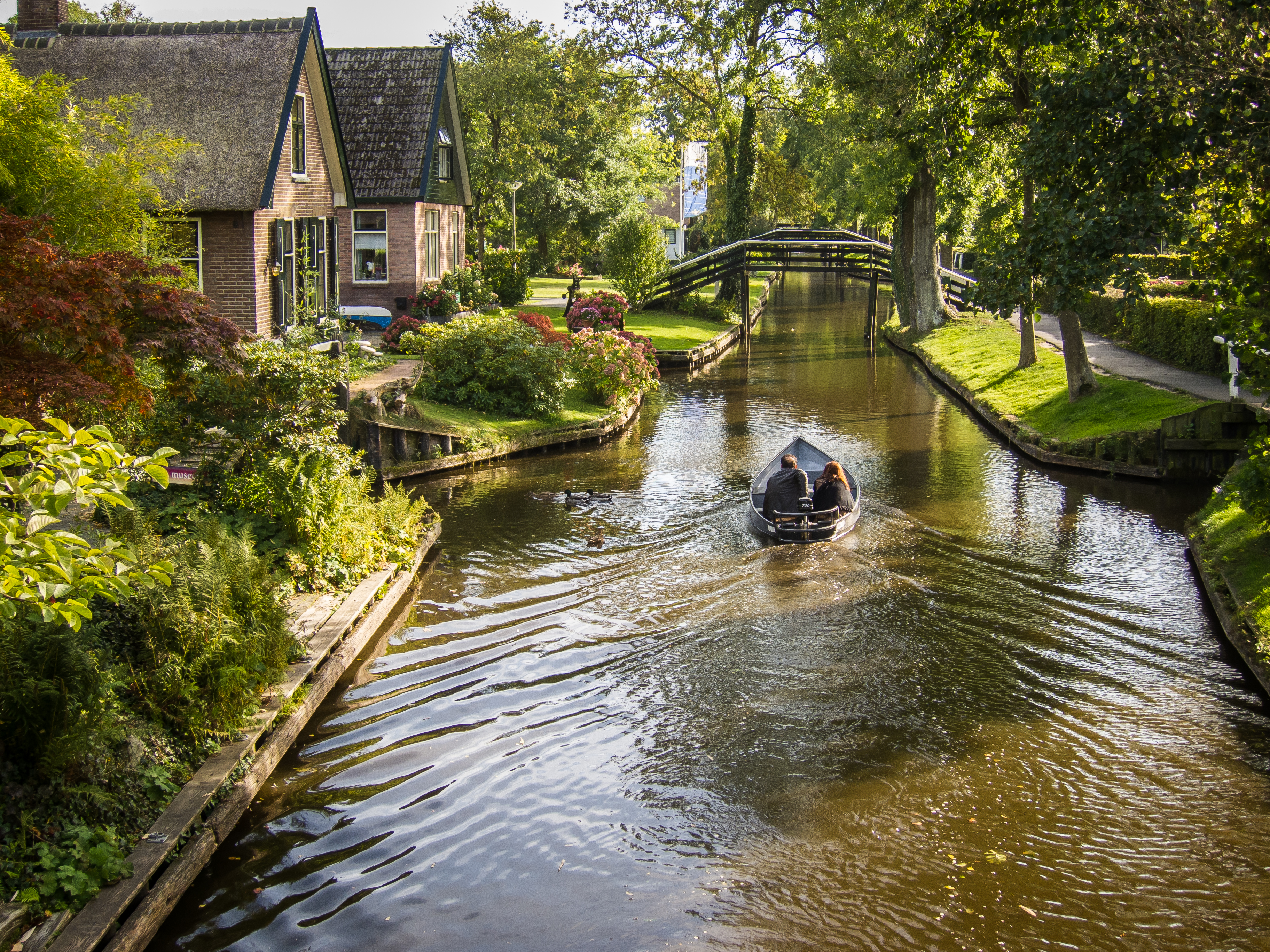
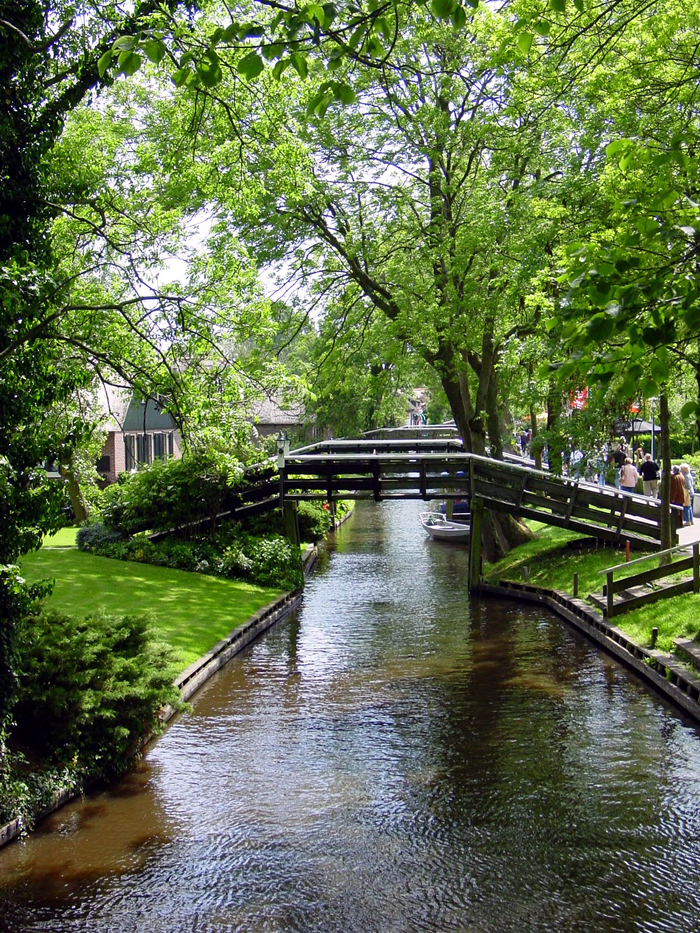
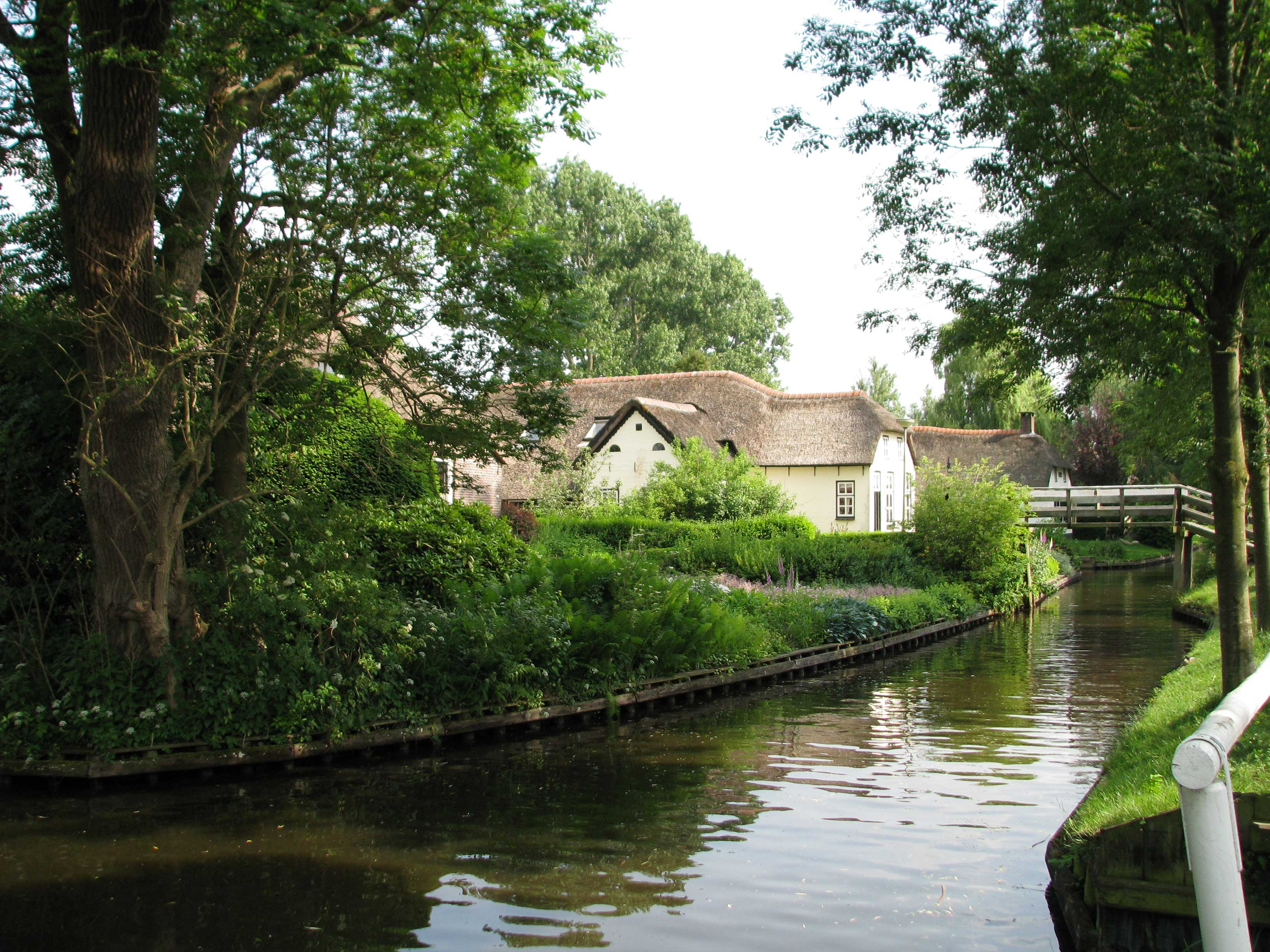
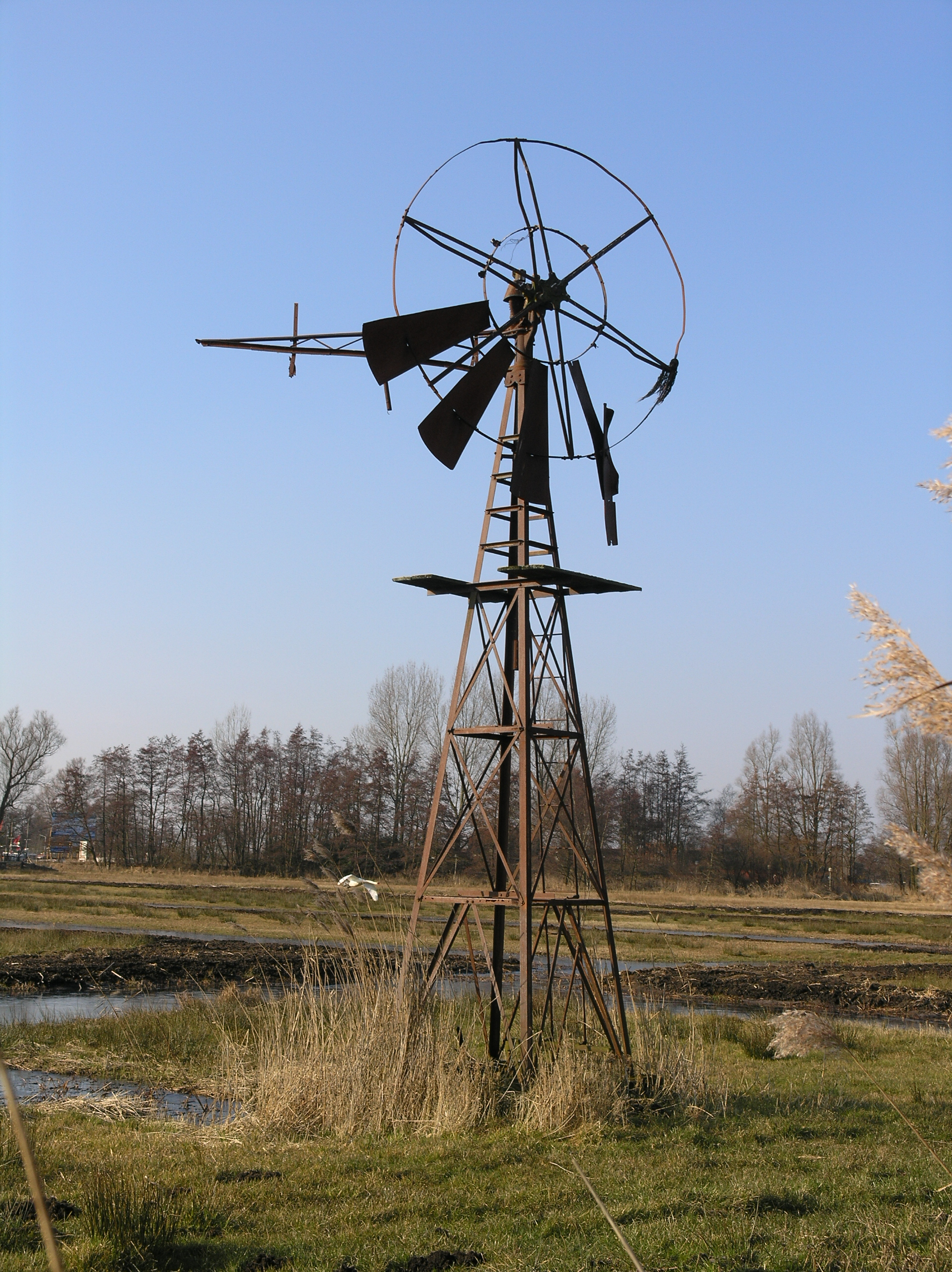